# Неннингенская пьета
Неннингенская пьета (нем. Die Nenninger Pietà) — скульптурная группа «Пьета» (Оплакивание Христа), выдающееся произведение искусства, последняя завершённая работа немецкого скульптора Франца Игнаца Гюнтера. Находится в капелле кладбища городка Неннинген (Nenningen, Nendingen), Швабия.

## История
Скульптурная группа на тему Пьеты была заказана Максом Эмануэлем фон Рехбергом, смотрителем (Oberhofmeister) «полевой капеллы» (Feldkapelle), в Неннингене, недавно построенной (1774), которая столетие спустя стала кладбищенской. Произведение скульптора Гюнтера было доставлено в Неннинген 8 декабря 1774 года и вскоре после этого освящено. С тех пор оно находится в капелле кладбища Неннинген, с перерывами, вызванными реставрациями и временными выставками.

## Композиция и иконография

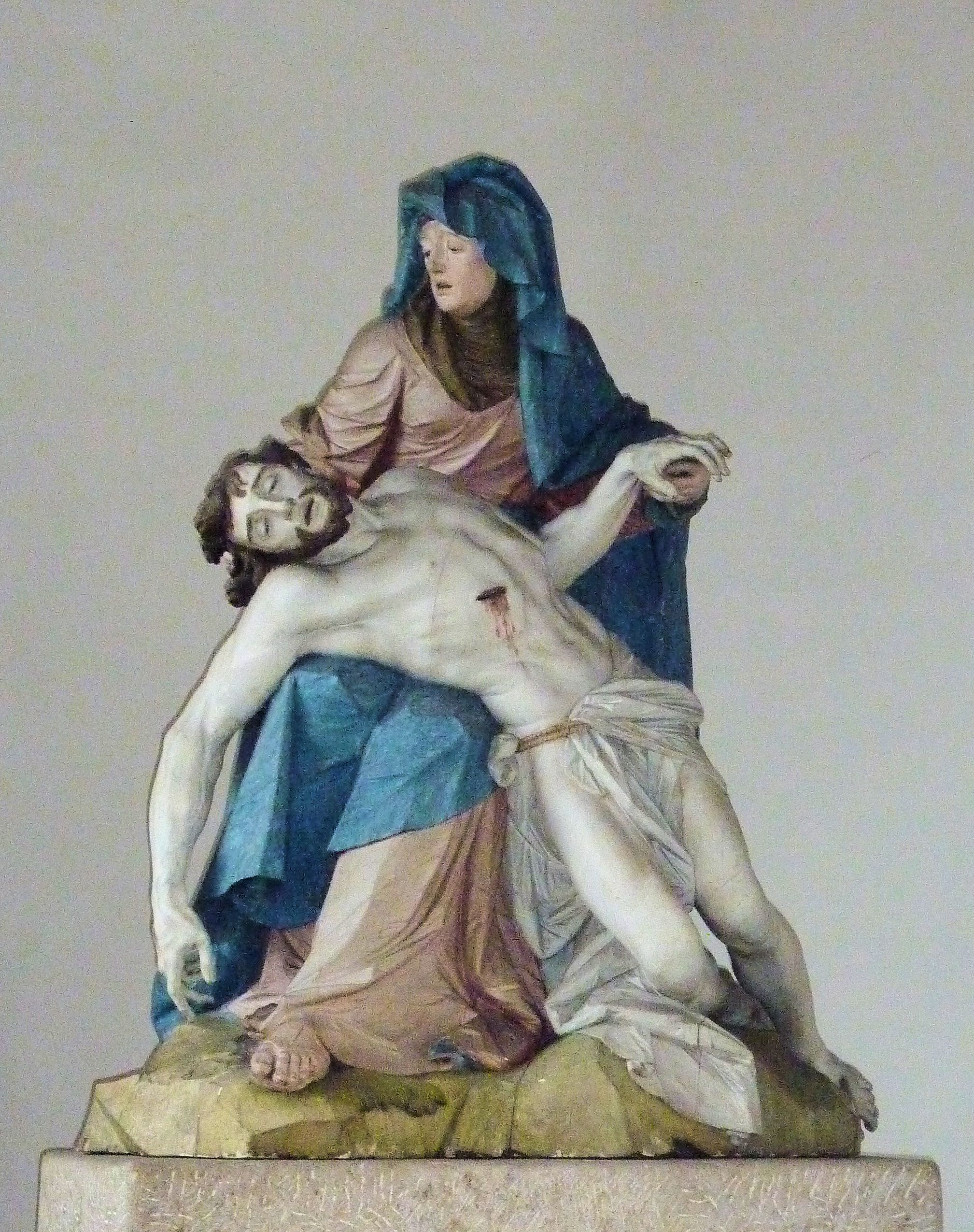
Пьета Неннингена

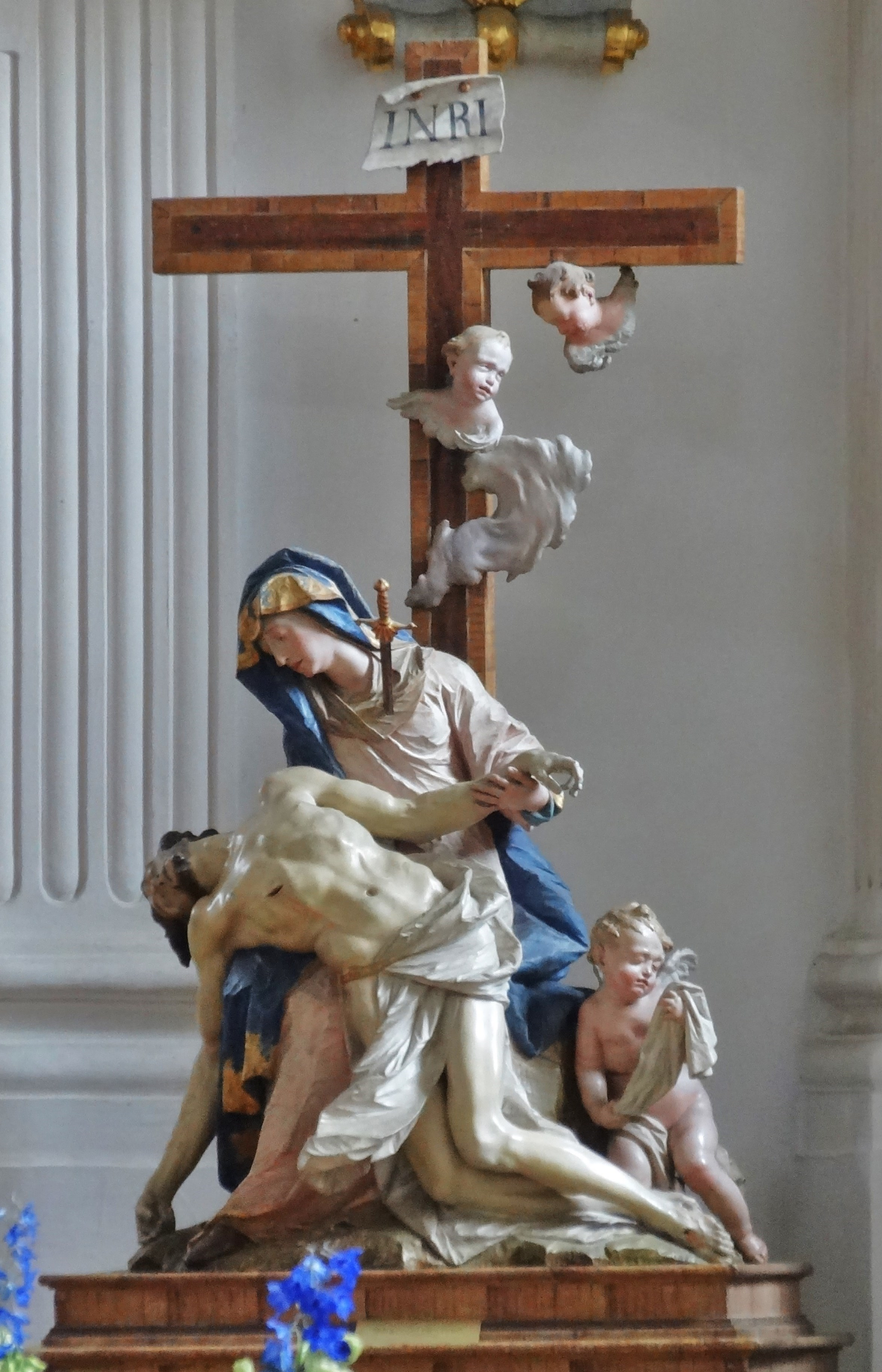
Пьета из Вейарна

Фигуры Девы Марии и распростёртого у Неё на коленях тела Христа изготовлены из липы и состоят из восемнадцати частей, прикреплённых к основной части дюбелями и клеем. Общая высота 163 см, ширина 142 см. Скульптор оставил на оборотной стороне подпись: «1774 °F. J. Güntter». Сидящая фигура Марии расположена на условной скале.
На голове и плечах Богоматери — синий мафорий, девичье покрывало, а на шее — шарф землистого оттенка, под мафорием — светло-розовая туника. На скорбящем лице с приоткрытым ртом видны скорбная морщина на лбу и слеза. Скульптура отличается характерным сочетанием натурализма и экспрессии в традициях интернациональной готики, а композиция соотносится с типом так называемых «горизонтальных оплакиваний» (лат. Pietas Horizontalis), в которых тело Христа изображали горизонтально распростёртым на коленях Девы Марии. В скульптуре такие композиции появились в 1390—1410-х годах в Праге, Зальцбурге, Вроцлаве, а затем получили распространение в разных областях Италии, где работали немецкие мастера. Они имеют своеобразное название «Образы вече́ри», или «Веспербильд» (нем. Vesperbilder).
Авторы описаний кладбищенской капеллы Неннингена и её «Пьеты» предположили, что скульптор, уже смертельно больной и потерявший во время работы жену, мог отразить своё горе в этом произведении и таким образом создать своеобразный памятник погибшей супруге.
В 1855 году художник Кляйн из Швебиш-Гмюнда заново расписал скульптуру. Новую раскраску убрали в 1951 году, когда группу на некоторое время перенесли с первоначального места и представили на нескольких выставках. При изучении и реставрации выяснилось, среди прочего, что для синих частей использовался лазурит, хотя во времена Гюнтера существовали более дешёвые альтернативные материалы. В ходе чистки и реставрации восстановлена изначальная окраска.
Впервые «Пьета» была показана на выставке работ Игнаца Гюнтера в Мюнхене в 1950-х годах, затем в Лондоне, Париже и Брюсселе. В 1982 году она была показана на выставке искусства барокко в Брухзале (Баден-Вюртемберг). Во время ремонтных работ в капелле в период с 2003 по 2005 год произведение осматривали, чистили и реставрировали в мастерской Государственного управления памятников земли Баден-Вюртемберг в Эсслингене. Затем она вернулась в Неннинген. Со времени последней реставрации кладбищенская капелла Неннингена не отапливалась ради наилучшей сохранности деревянных фигур.

## Пьета из Вейарна
В Баварском национальном музее в Мюнхене с 1974 года хранится модель Пьеты, которую скульптор Гюнтер также вырезал из липы в качестве предварительного эскиза. Гюнтер уже затрагивал тему «Оплакивания» в своей «Пьете из Вейарна» (по названию местности в Баварии). Однако Пьета Неннинген вполне оригинальна, она «показывает максимально возможную редукцию к существенным людям и деталям […] В то же время в фигуре Христа […] Гюнтер выходит за рамки того, что было достигнуто в ранее созданных произведениях».